# Bullenhausen
Bullenhausen – miejscowość w gminie Seevetal w powiecie Harburg w niemieckim kraju związkowym Dolna Saksonia. Należy do gminy Seevetal od 1 lipca 1972 roku. Bullenhausen jest najdalej na północ wysuniętym punktem gminy i leży nad Łabą, na południowo-wschodnich krańcach Hamburga. Posiada własny klub jachtowy oraz port na Łabie.
Bullenhausen zamieszkuje 1 279 mieszkańców (30 czerwca 2008).
Warte zobaczenia są dwie ok. 250-letnie robinie akacjowe.